# Michail Tjechov
Michail Aleksandrovitj Tjechov (ryska: Михаил Александрович Чехов), även känd som Michael Chekhov, född 29 augusti 1891 i Sankt Petersburg i kejsardömet Ryssland, död 30 september 1955 i Beverly Hills i Kalifornien, var en rysk-amerikansk skådespelare, sceninstruktör och teaterpedagog. Han var syskonson till författaren Anton Tjechov.

## Filmografi i urval
- 1921 – Allt ligger i edra händer (ry. "Все в наших руках")
- 1927 – Tjelovek iz restorana
- 1929 – Under lagens gissel (ty. "Phantome des Glücks")
- 1930 – Trojka
- 1944 – Sången om Ryssland
- 1944 – I vår tid
- 1945 – Trollbunden
- 1946 – Sista dansen
- 1952 – Nu och för evigt
- 1954 – Rapsodi